# Nemateleotris magnifica
Nemateleotris magnifica är en fiskart som beskrevs av Fowler 1938. Nemateleotris magnifica ingår i släktet Nemateleotris och familjen Ptereleotridae. Inga underarter finns listade i Catalogue of Life.
Arten förekommer i Indiska oceanen och Stilla havet vid kusterna. Utbredningsområdet sträcker sig från östra Afrika över öar söder om Arabiska halvön och Indien (inte kring Madagaskar) vidare över den sydostasiatiska övärlden till norra och östra Australien, norrut till Ryukyuöarna och Hawaii samt i centrala Stilla havet till Polynesien (inte kring Nya Zeeland). Nemateleotris magnifica kan nå ett djup av 60 meter. Ett monogamt par lever i ett gömställe och ibland besöks den närmaste omgivningen. Födan utgörs av hoppkräftor och andra kräftdjur som kompletteras med andra smådjur.
Nemateleotris magnifica hittas ofta vid korallrev och i några regioner som östra Afrika och Indonesien är dessa habitat hotade. Negativa faktorer för korallerna är vattenföroreningar och invasioner av sjöstjärnan törnekrona. Det finns fortfarande region utan skadade korallrev. Flera exemplar av Nemateleotris magnifica fångas och säljs som akvariedjur. Storleken för hela populationen är okänd. Arten har ett stort utbredningsområde. IUCN kategoriserar arten globalt som livskraftig.